# Sanjacado de Jerusalén
El sanjacado de Jerusalén fue un sanjacado (distrito) otomano que formó parte del eyalato de Damasco durante gran parte de su existencia.
Fue creado en el siglo XVI por el Imperio otomano tras la conquista de Selim I y hacerse con el control de Palestina después de la guerra otomano-mameluca de 1516-1517, derrotando al sultanato mameluco de Egipto.
En 1841 se separó del eyalato sirio y pasó a depender directamente del gobierno central otomano de Estambul, y en 1872 se creó como provincia independiente con el nombre de Mutasarrifato de Jerusalén.
Dejó de existir en 1917, durante la Gran Guerra, como consecuencia del avance británico en el frente de Oriente Próximo, cuando se convirtió en territorio ocupado administrado por los británicos.